# Міяура-Мару
Міяура-Мару — транспортне судно, яке під час Другої світової війни брало участь у операціях японських збройних сил на Тихому океані. 
Судно спорудили в 1919 році на верфі Mitsubishi Zosen для компанії Mitsubishi Shoji. В 1924-му «Міяура-Мару» перейшло до Kinkai Yusen, а з 1939-го судно опинилось під контролем Nippon Yusen Kaisha.
В липні 1937-го на тлі початку Другої японо-китайської війни «Міяура-Мару» реквізували для потреб Імперської армії Японії, але вже наступного року повернули власнику.
В якийсь момент судно задіяли для постачання японських сил у Рабаулі — головної бази в архіпелазі Бісмарка, з якої японці провадили операції на Соломонових островах та сході Нової Гвінеї. Є відомості, що 12 лютого 1942-го «Міяура-Мару» вийшло туди в конвої «B» операції «Військові перевезення №8». 21 лютого 1943-го «Міяура-Мару» знову попрямувало до Меланезії в конвої «C2» (все ті ж «Військові перевезення №8»), який досягнув Рабаула 20 березня. 25 квітня – 3 травня судно прослідувало з Рабаула в конвої на Палау (важливий транспортний хаб на заході Каролінських островів), а 19 – 26 травня перейшло до Балікпапану (центр нафтової промисловості на східному узбережжі острова Борнео) в конвої № 2502.
Відомо, що навесні 1944-го судно працювало на сході Нідерландської Ост-Індії. Так, 31 березня — 10 квітня воно прослідувало з Маніли до острова Хальмахера (північна частини Молуккського архіпелагу) в конвої H-23. Невдовзі «Міяура-Мару» повернулось до Маніли, а 23 квітня — 1 травня знову перейшло до острова Хальмахера в конвої H-24.
Далі судно опинилось на Амбоні (південна частина Молуккського архіпелагу), а 17 травня 1944-го рушило звідси до острова Хальмахера. 20 травня воно вже знаходилось на вході до протоки між островами Хальмахера та Моротай та прямувало у супроводі двох кораблів ескоруту. Останнє, втім, не завадило американському підводному човну USS Bluegill, який дав залп із чотирьох торпед, три з яких поцілили та потопили «Міяура-Мару». Судно, що мало на борту авіаційне пальне та бомби, вибухнуло і затонуло за 3 хвилини, загинуло 45 членів екіпажу та 96 із 113 пасажирів.